# یه زمانی فکر می‌کردم می‌تونم پرواز کنم
یه زمانی فکر می‌کردم می‌تونم پرواز کنم (به انگلیسی: i used to think i could fly) نخستین آلبوم استودیویی از خواننده و رقصندهٔ کانادایی تیت مک‌ری می‌باشد که در ۲۷ مهٔ سال ۲۰۲۲ از سوی آرسی‌ای رکوردز منتشر گردید. تک‌آهنگ‌های «احساس بدی دارم»، «اون همون کسیه که من می‌خوام باشم»، «پر هرج‌ومرج» و «چیکار می‌کردی؟» پیش از انتشار آلبوم منتشر شدند. مک‌ری در ژوئن سال ۲۰۲۲ تور کنسرتی را به‌منظور حمایت از این آلبوم آغاز کرد. این آلبوم با نقدهای مثبتی از سوی منتقدان موسیقی مواجه شد و از نظر تجاری نیز موفق بود، به طوری که در رتبه‌های برتر جدول‌های موسیقی در کشورهای گوناگون قرار گرفت و در جدول بیلبورد ۲۰۰ ایالات متحده در جایگاه سیزدهم قرار گرفت.